# Никольское (Введенский сельсовет)
Нико́льское — село  Липецкого района Липецкой области России. Входит в состав Введенского сельсовета.

## Название
Ойконим — по Никольской церкви, известной по документам с 1751 года.

## География
Расположено на Чаплыгинском шоссе (Липецк — Чаплыгин).
Никольское с севера примыкает вплотную к центру поселения селу Ильино.

## История
Селение основано мелкими служилыми людьми в конце XVII века.

## Население
| 2010 | 2012 |
| ---- | ---- |
| 426  | ↗491 |

## Инфраструктура
Личное подсобное хозяйство с зоной сельскохозяйственного использования, индивидуальная застройка усадебного типа.
Основа экономики — сельское хозяйство.

## Транспорт
Автобусное сообщение с райцентром. Остановка общественного транспорта «Никольское».